# Nationalpark Mangroves De Ndongore
Der Mangroves De Ndongore sind ein geplanter Nationalpark in der Region Sud-Ouest in Kamerun.

## Lage
Das Mangrovengebiet liegt an der Küste Kameruns und grenzt an den Nachbarstaat Nigeria. Zusammen mit dem Douala-Edéa Nationalpark und Mangroven am Meerarm des Rio Ntem soll ein Ramsar-Schutzgebiet unter dem Namen Nationalpark Mangroves De Ndongore entstehen. Die Mangrovengebiete am Golf von Guinea helfen, die Küste Kameruns ökologisch zu stabilisieren. Diese Gegend ist heute durch Verstädterung, Industrialisierung, Landwirtschaft und Holz- und Petroleumabbau bedroht.